# Cittaducale
Cittaducale é uma comuna italiana da região do Lácio, província de Rieti, com cerca de 6.412 habitantes. Estende-se por uma área de 70 km², tendo uma densidade populacional de 92 hab/km². Faz fronteira com Borgo Velino, Castel Sant'Angelo, Longone Sabino, Micigliano, Petrella Salto, Rieti.

## Demografia
| Variação demográfica do município entre 1861 e 2011                               |
|                                                                                   |
| Fonte: Istituto Nazionale di Statistica (ISTAT) - Elaboração gráfica da Wikipedia |